# 희생양 (1959년 영화)
《희생양》(영어: The Scapegoat)은 1959년 미국의 범죄 영화로, 영국 소설가 대프니 듀모리에의 동명 소설을 원작으로 한다. 로버트 헤이머 감독이 연출하고 앨릭 기니스가 주인공 존과 장 드게, 1인 2역을 했다. 이외 베티 데이비스와 니콜 모리가 출연하였다.

## 줄거리
영국 대학교의 프랑스어 교사인 존 배럿은 프랑스 여행 중 우연히 자신과 똑같이 생긴 프랑스 귀족 자크 드 게를 만난다. 술에 취해 드 게의 호텔 방에서 잠든 배럿은 다음 날 아침 자신의 옷이 사라진 채 혼자 남겨진다. 드 게의 운전사는 그를 드 게로 착각하고 저택으로 데려간다. 배럿은 자신의 진짜 신분을 밝히려 하지만, 모두가 드 게가 거짓말쟁이라고 생각하여 그의 말을 믿지 않는다. 이에 배럿은 드 게 행세를 하며 저택 생활에 적응하게 되고, 이전의 무미건조했던 삶에서 느끼지 못했던 필요성을 느낀다.
배럿은 드 게의 가족들과 사업을 접하며, 특히 사업 문제로 고용인들이 해고될 위기에 처하자 계약을 갱신하는 등, 가족과 사업에 점차 관여한다. 그는 드 게의 정부인 벨라를 만나 그녀가 이미 그의 정체를 눈치챘음을 알게 되고, 드 게가 사라진 이유에 대해 의심을 품는다. 배럿은 드 게의 아내 프랑수아즈의 막대한 재산이 그녀가 죽으면 자신에게 넘어온다는 계약을 발견하고, 프랑수아즈가 자신을 죽이려 한다고 의심한다.
그러던 중 프랑수아즈가 추락사하고, 드 게의 여동생 블랑슈는 배럿이 살인했다고 비난하지만, 배럿은 벨라와의 만남으로 인해 알리바이가 입증된다. 얼마 후, 드 게가 다시 나타나 자신의 신분을 되찾으려 하지만 배럿은 거부하고, 두 사람은 총격전을 벌인다. 결국 배럿이 승리하고 벨라에게 돌아간다.

## 출연진
- 앨릭 기니스 - 존 배럿 / 장 드게
- 베티 데이비스 - 드게 백작부인
- 니콜 모리 - 벨라
- 아이린 워스 - 프랑수아즈
- 패멀라 브라운 - 블랑슈
- 애너벨 바틀렛 - 마리노엘
- 제프리 킨 - 가스통
- 노엘 하울릿 - 알루앵 박사
- 피터 불 - 아리스티드
- 레슬리 프렌치 - 라코스트
- 앨런 웨브 - 형사
- 마리아 브리트네바 - 메이드
- 에디 번 - 바텐더
- 알렉산더 아치데일 - 게임키퍼
- 피터 샐리스